# David Sztybel
David Sztybel (nascut el 2 de febrer de 1967 a Toronto, Ontario) és un filòsof canadenc que s'ha especialitzat en ètica animal.
Sztybel desenvolupa una nova teoria de drets dels animals que ell anomena "ètica de la millor cura", com va esbossar a "The Rights of Animal Persons." Fent crítica de les teories convencionals sobre drets basats en la intuïció, el tradicionalisme oe lsentit comú, la compassió, la teoria d'Immanuel Kant, la de John Rawls, i la de Alan Gewirth, Sztybel elabora una nova teoria dels drets per a animals humans i no humans. Així mateix, critica l'utilitarisme, que d'acord amb Peter Singer (autor d'Animal Liberation), pot justificar experiments invasius mèdics en animals no humans i humans amb discapacitats mentals, i la feminista ètica de l'atenció.
La teoria crítica de Sztybel també tracta l'assumpte de la noció tradicional de benestar animal. Actualment molta gent considera que emprar animals per menjar, experiments, pell, etc. no pot ser respectuós amb el benestar animal, encara que sigui realitzat de manera humanitària o amable. Sztybel, de totes maneres, argumenta que ell no cridaria el mateix tracte a humans, mentalment disminuïts o d'altre tipus, per ser consistent amb el seu benestar. Sztybel encunya el terme "malestar animal" per descriure el tractament convencional als animals. Manté que el veritable benestar animal només pot comprendre desitjar-los el bé (mai res de maliciós que sigui evitable). Defensa que els drets substancials dels animals plenament realitzats es corresponen a un respecte significatiu per tots els animals sensibles.
Sztybel manté que la filosofia d'alliberació animal de Singer no és realment sobre alliberar els animals en general; acusa a Singer d'ésser especista per defensar la vivisecció d'animals en el camp que ells tenen capacitats inferiors cognitives. Fent això, Singer està efectivament sancionant el tracte perjudicial als animals no humans basant-se en les característiques d'espècies animals que no justifiquen el tracte violent.
Sztybel basa la seva teoria dels drets dels animals, en part, en una teoria que afirma que els éssers sensibles individuals són un fi en si mateix, una teoria de percepció emocional que verifica que algunes coses realment són bones o dolentes per a éssers sensibles. Això és una teoria no utilitarista o de "respecte als individus" que defensa la proposició que tots els éssers sensibles haurien d'ésser reconeguts legalment com a "persones". Sztybel està actualment treballant en un llibre, "Animal Persons" (Persones animals), que tracta amb aquests assumptes amb més profunditat teòrica i defensa que a "The Rights of Animal Persons".
La seva dissertació doctoral, Empathy and Rationality in Ethics, va ser completada el 2000 a la Universitat de Toronto. La majoria del treball de Sztybel és relatiu als drets dels animals. Sztybel va complir una Beca del Comitè Consultiu d'Investigació Post-Doctoral a la Queen's University de 2001 a 2002.

## Publicacions
- "The Rights of Animal Persons." Animal Liberation Philosophy and Policy Journal 4 (1) (primavera de 2006): 1-37.
- "Can the Treatment of Animals Be Compared to the Holocaust?" Ethics and the Environment 11 (primavera de 2006): 97-132.
- "A Living Will Clause for Supporters of Animal Experimentation." Journal of Applied Philosophy 23 (maig de 2006): 174-189.
- "Animal Rights: Autonomy and Redundancy." Journal of Agricultural and Environmental Ethics 14 (3) (2001): 259-73.
- "Taking Humanism Seriously: 'Obligatory' Anthropocentrism." Journal of Agricultural and Environmental Ethics 13 (3/4) (2000): 181-203.
- "Marxism and Animal Rights." Ethics and the Environment 2 (tardor de 1997): 169-85.
- Tres articles per la The Encyclopedia of Animal Rights and Animal Welfare, pp. 130–32. Editat per Marc Bekoff. Westport, Connecticut: Greenwood Publishing Group, 1998: "René Descartes", "Distinguishing Animal Rights from Animal Welfare", i "Jainism".